# Akarnanien

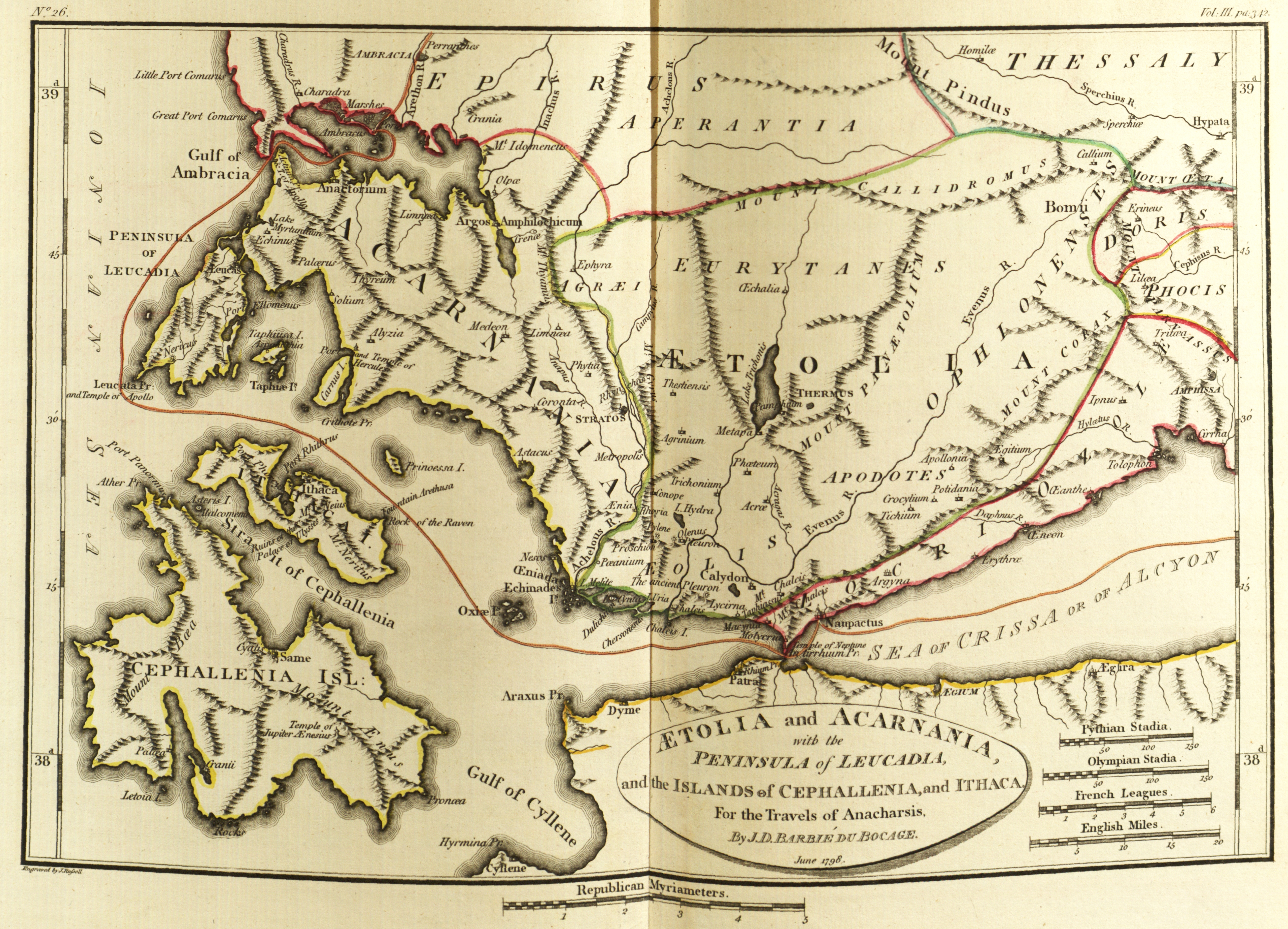
Die Regionen Akarnanien und Ätolien sowie die Inseln Kephalonia und Ithaka auf einer Karte des 19. Jh.

Akarnanien (griechisch Ακαρνανία Akarnanía) ist eine historische Landschaft im westlichen Mittel-Griechenland zwischen dem Ionischen Meer  im Westen, dem Ambrakischen Golf im Norden, dem Golf von Patras im Süden und Ätolien im Osten. Heute gehört es zum griechischen Regionalbezirk Ätolien-Akarnanien. Es besteht aus bis zu 1590 m über den Meeresspiegel ansteigenden küstenparallelen Gebirgsketten, kleineren Küstenebenen und niedrigem Hügelland. Im Süden der Landschaft befindet sich die Schwemmlandebene des Acheloos. Hauptorte Akarnaniens waren in der Antike Oiniadai an der Mündung des Acheloos und weiter flussaufwärts Stratos.

## Geschichte

### Antike

#### Frühgeschichte; Archaische Periode

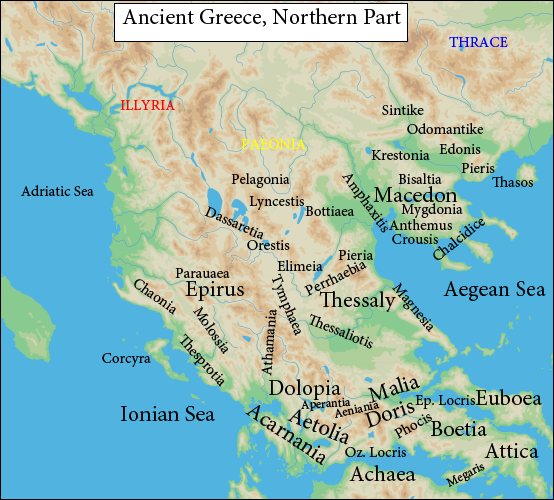
Nordgriechische Regionen in der Antike

Älteste Siedlungsspuren in Akarnanien finden sich in Astakos und auf der Akarnanien vorgelagerten Insel Leukas (heute Lefkada). Dort wurden Gräber und eine Siedlung der frühen Bronzezeit aus der zweiten Hälfte des 3. Jahrtausends v. Chr. ausgegraben. Funde aus mykenischer Zeit deuten auf damalige Verbindungen Akarnaniens mit den Küstengebieten von Achaia und Epirus sowie den Ionischen Inseln hin. Aristoteles nennt als angebliche älteste (vorgriechische) Bewohner der Landschaft u. a. Leleger und Kureten, die historisch nicht fassbar sind. Diese frühe Bevölkerung dürfte einen nordwestgriechischen Dialekt gesprochen haben, der mit dem Dorischen verwandt war. Der für die Landschaft namengebende Volksstamm der Akarnanen wird von Homer nicht erwähnt, sondern erst in dem um 600 v. Chr. entstandenen, nur sehr fragmentarisch überlieferten Epos Alkmaionis. Die Herkunft des Stamms, sein Verhältnis zur vorgriechischen Bevölkerung Akarnaniens und die Etymologie seines Namens sind unbekannt. Den Griechen des 5. Jahrhunderts v. Chr. galten die Akarnanen als Hellenen.
In der archaischen Periode Griechenlands existierte ein Gegensatz zwischen den Bewohnern des binnenländischen Akarnanien und den eigenständigen Küstenstädten mit andersstämmigen Einwohnern; erst im 5. Jahrhundert v. Chr. kam es zum all-mählichen Zusammenwachsen des Gemeinwesens. Im 7. Jahrhundert v. Chr. kolonisierte Korinth die akarnanische Küste durch Anlage der Orte Sollion, Anaktorion und Leukas, wovon die beiden letzteren sich während der Perserkriege auf griechischer Seite an der Schlacht von Plataiai (479 v. Chr.) beteiligten. In diesen Kolonien fand das korinthische Alphabet Anwendung; auch erschienen auf ihren Münzbildern korinthische Motive wie Pegasos und Athene. Athen stand in der ersten Hälfte des 5. Jahrhunderts v. Chr. in zunehmender Konkurrenz zu Korinth hinsichtlich der Schifffahrt durch den Golf von Patras; dies bewirkte Auseinandersetzungen um die Inselfestung Oiniadai. Von Athen in Naupaktos angesiedelte Messenier erstürmten um 456 v. Chr. Oiniadai und hielten es kurzzeitig, ehe sie von den Bewohnern in Verbund mit Armeekontingenten der übrigen Akarnanen wieder vertrieben wurden. 454 v. Chr. scheiterte ein Angriff des Perikles auf Oiniadai. 432 v. Chr. baten die Akarnanen die Athener, mit denen sie sich nun verbündet hatten, um Hilfe gegen Ambrakia.

#### Peloponnesischer Krieg; Gründung des Akarnanischen Bundes
Im Peloponnesischen Krieg standen die binnenländischen Akarnanier und die Amphilochier auf Seiten Athens. 431 v. Chr. bezogen die akarnanischen Küstenstädte gegen Athen Stellung, das daraufhin einen Teil von ihnen eroberte; ein Gegenstoß der Korinther war nur teilweise erfolgreich. 429 v. Chr. misslang ein Angriff von Ambrakia und dem epirotischen Stamm der Chaonier, die vom spartanischen Nauarchen Knemos befehligt wurden, auf die befestigte Stadt Stratos. Im folgenden Jahr vermochten wiederum die Athener Oiniadai nicht einzunehmen. 426 v. Chr. unternahm der athenische Stratege Demosthenes mit dem gesamten akarnanischen Aufgebot einen Plünderungszug gegen Leukas. Ferner rieb er im nächsten Jahr ein Heer aus Ambrakia und ein Hilfskorps der Peloponnesier fast völlig auf. Nach dem Abzug der Athener schlossen die Akarnanen und Amphilochier mit den Einwohnern Ambrakias einen Nichtangriffspakt und vereinbarten gegenseitige Unterstützung im Fall einer Attacke durch eine äußere Macht. Trotzdem blieben die Akarnanen im Bund mit Athen und eroberten mit dessen Hilfe 425 v. Chr. Anaktorion und 424 v. Chr. Oiniadai. So erstmals geeint nahmen einzelne Akarnanen auch an der Sizilienexpedition Athens teil.
Trotz der Niederlage Athens im Peloponnesischen Krieg standen die Akarnanen im 395 v. Chr. ausbrechenden Korinthischen Krieg weiterhin auf dessen Seite. Das durch den Peloponnesischen Krieg bewirkte Zusammenwachsen des Stammes förderte die Gründung eines gemeinsamen Bundes (sog. Akarnanischer Bund), der erstmals 389 v. Chr. nachweisbar ist. Damals waren die Akarnanen Gegner der Kalydon besetzenden Achaier, die sie attackierten. Daraufhin ging der spartanische König Agesilaos II. militärisch gegen die Akarnanen vor und nötigte sie 388 v. Chr., sich dem Peloponnesischen Bund anzuschließen. Nachdem der athenische Stratege Timotheos den spartanischen Nauarchen Nikolochos 375 v. Chr. in der Seeschlacht bei Alyzeia geschlagen hatte, wurde Akarnanien in den neugegründeten Zweiten Attischen Seebund aufgenommen.
Stratos war damals Hauptort Akarnaniens und mit etwa 70 Hektar Ausdehnung dessen größte Stadt. Hier versammelte sich das Heeresaufgebot in einer Ebene unterhalb eines archaischen Heiligtums. Zusammen mit der akarnanischen Stadt Phoitiai bildete es den Kern des Bundes und prägte nach 400 v. Chr. Münzen für Akarnanien mit dem späteren Bundessymbol des Acheloos-Kopfes und einem Digamma. Es besaß im Rahmen seiner städtischen Eigenverwaltung einen Rat (Bule). In anderen akarnanischen Gemeinden waren ebenfalls bis zum 4. Jahrhundert v. Chr. städtische Strukturen entstanden. Das Gewicht des von einem Bundesrat und Strategen geleiteten Akarnanischen Bundes als Zentralorgan seiner Mitglieder war relativ gering. So setzten die Orte Echinos, Thyrreion, Alyzeia und Anaktorion ab und zu eigenständige politische Handlungen. Die Bundesangehörigen wurden bei auswärtigen Beziehungen nach dem Ausweis von Inschriften nicht nur nach dem Stamm, sondern auch nach der Heimatstadt benannt. In den Quellen wird Akarnanien auch häufiger als landschaftliche denn als politische Einheit erwähnt. Für gemeinsame Kriegseinsätze stellte jede Polis ihr eigenes Kontingent zum Stammesheer. Zumindest hatte der Bundesrat die Befugnis, Bündnisse und Verträge abzuschließen.

#### Hellenistische Epoche
Mit der steigenden Macht Makedoniens unter Philipp II. und Alexander dem Großen ab den 340er Jahren v. Chr. wandten sich die Akarnanen diesem Königreich als neuer Schutzmacht zu. An der Schlacht bei Chaironeia (338 v. Chr.) nahmen nur Freiwillige und Verbannte auf der Seite Athens teil. Am Lamischen Krieg (323–322 v. Chr.) beteiligten sich nur Alyzeia und das um 330 v. Chr. von den Aitolern eingenommene Oiniadai. Ihre fortgesetzte Parteinahme für Makedonien brachte die Akarnanen in Gegensatz zu den antimakedonisch gesinnten Aitolern. 321 v. Chr. brachen sie als Vergeltung für die Eroberung Oiniadais in Aitolien ein und eroberten wohl damals die Stadt Agrinion. In der Folge unterstützten sie den Diadochen Kassander, der 314 v. Chr. eine Zusammensiedlung (Synoikismos) der östlichen Akarnanen in die drei größeren Städte Stratos, Sauria und Agrinion zum Schutz gegen die Aitoler-Gefahr veranlasste. Agrinion ging bald wieder in den Besitz der Aitoler über. Von 314–312 v. Chr. blieb Akarnanien die Operationsbasis Kassanders gegen Aitolien und Epirus. Damals verfestigte sich allmählich die Organisation des Koinons mit einem Synhedrion der akarnanischen Städte und sieben Strategen aus sieben Bezirken als Anführern des aus 1000 Hopliten bestehenden Bundesheers. In Stratos erfolgte die Errichtung eines nicht fertiggestellten neuen Zeus-Tempels. Nach Kassanders Tod (297 v. Chr.) geriet Akarnanien unter die Oberherrschaft des Königs Pyrrhos von Epirus.
Der Diadoche Lysimachos befreite Akarnanien 283 v. Chr. von seiner Abhängigkeit von Epirus. Trotzdem vereinbarte es 281 v. Chr. ein Abkommen mit König Pyrrhos. Es stellte ihm auch Söldner. Aufgrund eines 263/262 v. Chr. mit Aitolien geschlossenen Vertrags halfen die Akarnanen dem epirotischen König Alexander II. bei der Rückeroberung seines Königreichs. Um 252 v. Chr. teilten Epirus und Aitolien die Landschaft Akarnanien unter sich auf. Die östlichste Niederung Akarnaniens und das mittlere Binnental mit Phoitiai wurden nun Aitolien zugeschlagen. Nach dem Sturz der Molosser-Herrscher in Epirus erlangte das westliche Akarnanien um 230 v. Chr. seine Unabhängigkeit zurück. Es kam zur Gründung eines neuen Bundes, und das als letzter Küstenort im Zeitraum nach 281 v. Chr. zu Akarnanien gekommene Leukas wurde nun die Hauptstadt. Vergeblich versuchten die Aitoler, auch dort festen Fuß zu fassen. Der neu etablierte Akarnanische Bund wurde von einem eponymen Strategen und – diesem untergeordnet – von einem Hipparchen, einem Nauarchen und einem Sekretär geleitet. Der Stratege kommandierte das Bundesheer. Ein hohes Regierungsorgan war die Volksversammlung. Der Bund vergab Bürgerrechte und Proxenien, die für alle seine Städte galten. Er prägte auch eigene Münzen, die das Porträt des Apollon Aktios und des Flussgottes Acheloos zeigten. Sein kultisches Zentrum war das Heiligtum des Apollon Aktios.
Die Akarnanen schlossen 230/229 v. Chr. eine Allianz mit der Illyrer-Königin Teuta, die Plünderung italischer Kaufleute durch illyrische Piraten zuließ und Korkyra  attackierte. Hierdurch gerieten die Akarnanen in Gegensatz zum Römischen Reich. 224 v. Chr. wandten sie sich wie viele nordgriechische Staaten König Antigonos III. Doson von Makedonien zu und waren an dessen Sieg in der Schlacht von Sellasia (221 v. Chr.) über den Spartanerkönig Kleomenes III. beteiligt. Nach Antigonos’ Tod (221 v. Chr.) unterhielten sie auch mit dessen Sohn und Nachfolger Philipp V. enge Beziehungen und schlugen einen Angriff der Aitoler zurück. Zusammen mit Philipp V. griffen sie selbst 219 v. Chr. und erneut im Folgejahr an. In diesen beiden Feldzügen eroberten sie zuerst die ätolisch besetzten Städte Phoitiai und Metropolis, dann Oiniadai zurück. Anschließend trat Anaktorion aufgrund von pekuniären Engpässen den Tempel von Aktion an den Akarnanischen Bund ab. Insgesamt vermochten die Akarnanen durch ihr Bündnis mit Philipp V. fast ihr gesamtes früheres Territorium – mit Ausnahme der Stadt Stratos – wieder in ihren Besitz zu bringen. Thyrreion ging zwischen 216 und 211 v. Chr. kurzzeitig an die Aitoler verloren.
Wegen ihrer Allianz mit Philipp V. gerieten die Akarnanen ab 211 v. Chr. in offenen Konflikt mit den Römern, die damals den Makedonenkönig bekämpften und 211 v. Chr. in Thyrreion einen Bündnisvertrag mit den Aitolern schlossen. Dadurch kamen die Akarnanen in große Bedrängnis und verloren im gleichen Jahr Oiniadai an die Aitoler. Sie wehrten sich energisch und eroberten Thyrreion zurück. Erst mit dem Friedensschluss zwischen Makedonien und Rom (205 v. Chr.) erhielten sie wieder Ruhe; Oiniadai blieb aber bei Aitolien. Nach dem Ausbruch des Zweiten Makedonisch-Römischen Krieges (200 v. Chr.) hielten die Akarnanen in ihrer großen Mehrheit weiter zu Philipp V., obwohl sich unter ihnen auch eine römisch gesinnte Partei gebildet hatte. Erst nach der Eroberung der hartnäckig verteidigten Hauptstadt Leukas durch Lucius Quinctius Flamininus und der entscheidenden Niederlage König Philipps V. gegen den römischen Prokonsul Titus Quinctius Flamininus in der Schlacht von Kynoskephalai (197 v. Chr.) unterwarfen sich die Akarnanen. Sie mussten ein Bündnis mit Rom schließen.
Als der romfeindlich gesinnte Seleukidenkönig Antiochos III. 191 v. Chr. nach Tyrrheion vorstieß, vermochte er die meisten Akarnanen nicht von ihrer Allianz mit Rom abzubringen. Inzwischen hatten sich die Aitoler mit den Römern verfeindet, unterlagen diesen aber im Jahr 189 v. Chr. Nun wurde Oiniadai durch einen römischen Machtspruch wieder an Akarnanien angeschlossen, nicht jedoch Stratos. Im Dritten Römisch-Makedonischen Krieg waren die Vertreter der romfreundlichen Partei der Akarnanen gegenüber der den Makedonenkönig Perseus unterstützenden Gruppe allmählich in der Überzahl. Nach dem siegreichen Abschluss des Krieges (168 v. Chr.) forderten die Römer die Auslieferung ihrer Feinde. 167 v. Chr. wurde Leukas von Akarnanien abgetrennt und als freie Gemeinde eingerichtet. An dessen Stelle trat Thyrreion als neue Hauptstadt Akarnaniens. Es prägte weiterhin die bislang üblichen Bundesmünzen mit dem Porträt des Apollon Aktios und des Acheloos, versah sie aber mit seinem Stadtnamen.

#### Römische Herrschaft
Der Akarnanische Bund blieb zunächst weiterhin bestehen und wurde eventuell erst unter Kaiser Augustus aufgelöst. Der Tempel des Apollon Aktios auf der Halbinsel Aktion (lateinisch Actium) blieb das Bundesheiligtum Akarnaniens. Nach der Zerstörung Korinths (146 v. Chr.) war die Landschaft wie ganz Griechenland politisch direkt von Rom abhängig. 48 v. Chr. unterstützten die Akarnanen Caesar in dessen Kampf gegen Pompeius. Im entscheidenden Krieg zwischen den Triumvirn Marcus Antonius und Octavian (dem späteren Kaiser Augustus) war Akarnanien 31 v. Chr. schwer betroffen. Antonius wählte den Golf von Ambrakia bei Actium als Hauptstützpunkt seiner Flotte. Die monatelange Stationierung seiner großen Armee in dieser Gegend bis zur Schlacht bei Actium belastete die Bevölkerung stark. Zahlreiche Akarnanen mussten nach Octavians Sieg in die von diesem neu gegründete Stadt Nikopolis umziehen, sodass ihre eigenen Städte entvölkert wurden und zu Weilern herabsanken. Entlang der römischen Reichsstraße existierten aber weiterhin Siedlungen und ein Asklepios-Tempel. Akarnanien fiel 27 v. Chr. an die senatorische Provinz Achaea und im 2. Jahrhundert n. Chr. an die Provinz Epirus.

### Mittelalter und Neuzeit
In der Spätantike fiel Akarnanien an das Byzantinische Reich. 1081 drang der Normannenherrscher Robert Guiskard in Akarnanien ein, bemächtigte sich dieser Landschaft und nannte sich Fürst von Akarnanien und Aitolien. Erst rund 100 Jahre später wurde Akarnanien durch Kaiser Andronikos wieder mit dem Byzantinischen Reich vereint. Ab 1204 gehörte es zum Despotat Epirus, seit 1480 zum Osmanischen Reich. 1821 beteiligte es sich am griechischen Unabhängigkeitskampf. Seit 1832 ist Akarnanien Teil des heutigen Griechenland und als Provinz bis 2010 Bestandteil der Präfektur Ätolien-Akarnanien, heute des Regionalbezirks Ätolien-Akarnanien.